# فرانک لاتیمور
فرانک لاتیمور (انگلیسی: Frank Latimore؛ ‏ ۲۸ سپتامبر ۱۹۲۵ – ۲۹ نوامبر ۱۹۹۸) بازیگر اهل ایالات متحده آمریکا بود. وی بین سال‌های ۱۹۴۴ تا ۱۹۷۸ میلادی فعالیت می‌کرد. همسر دوم وی، دختر احمد سوکارنو نخستین اولین رئیس‌جمهور کشور اندونزی و خوانندۀ اپرا بود.
از فیلم‌ها یا برنامه‌های تلویزیونی که وی در آن نقش داشته است، می‌توان به پاتن، خشم آپاچی، همه مردان رئیس‌جمهور، ظرف عسل، لبه تیغ، ظهر بنفش، شوک، سه داستان ممنوعه، جان پل جونز، کوتاه‌ترین روز، گروهبان، جادوی سیاه، دختر ماتا هاری، انتقام زورو، ناپلی‌ها در میلان، چهار نفر در مرز، ساعات دلاوری و به‌خاطر تو مرتکب گناه شده‌ام اشاره کرد.